# Miguel da Silva
Miguel o Michele ma anche Michel da Silva, o Sylva a volte anche di Silva o Silvio (Évora, 1480 – Roma, 5 giugno 1556), è stato un nobile, vescovo cattolico, cardinale e letterato portoghese.
Fu molto amico di Raffaello Sanzio e del letterato Baldassarre Castiglione, il quale gli dedicò la sua opera più famosa, Il Cortegiano.

## Biografia

### Formazione
Figlio di Diogo, primo conte di Portalegre, e Maria de Ayala, fu secondogenito di sette figli. Compì i suoi studi oltre che in Francia, specie a Parigi, soprattutto in Italia, tra le città di Siena, Bologna e Roma. E proprio in Italia ebbe modo di stringere amicizia con importanti intellettuali dell'epoca come Girolamo Osorio, Paolo Giovio, Lilio Gregorio Giraldi, Pietro Bembo e Jacopo Sadoleto. Scrisse molto bene sia in prosa che in versi ed ebbe una perfetta conoscenza del greco e del latino. Fu anche un illustre matematico.

### Carriera ecclesiastica
Tra il 1512 ed il 1517 partecipò al Concilio Lateranense V. Fu ambasciatore del Portogallo, durante i pontificati dei papi Leone X (1513-1521), Adriano VI (1522-1523) e Clemente VII (1523-1534). Nel 1526 ritornò in Portogallo dove divenne anche consigliere del re Giovanni III. Il 21 novembre 1526, all'età di 46 anni, venne designato vescovo della diocesi di Viseu e fu ordinato nel dicembre 1529. Si dimise dalla carica il 22 aprile 1547. Contro la volontà del re, partì per Roma e durante il concistoro del 19 dicembre 1539 venne creato cardinale in pectore da papa Paolo III. La creazione fu pubblicata il 2 dicembre 1541. Il 6 febbraio dello stesso anno assunse il titolo cardinalizio dei Santi XII Apostoli divenendone cardinale presbitero. Fu poi anche cardinale prete di Santa Prassede (5 ottobre 1543), San Marcello (27 giugno 1552), San Pancrazio fuori le mura (29 novembre 1553) e Santa Maria in Trastevere (11 dicembre 1553). Venne nominato legato pontificio di Venezia, Marca anconitana e Bologna. Dal 1548 al 1549 fu Camerlengo del Sacro Collegio. Nel 1549, durante il soggiorno romano, venne nominato amministratore apostolico della diocesi di Massa Marittima.

### Morte
Morì a Roma il 5 giugno 1556 e fu sepolto all'interno della basilica di Santa Maria in Trastevere.

## Conclavi
Durante il suo cardinalato Miguel da Silva partecipò ai seguenti conclavi:
- conclave del 1549-1550, che elesse papa Giulio III
- conclave dell'aprile 1555, che elesse papa Marcello II
- conclave del maggio 1555, che elesse papa Paolo IV